# Monochamus strandi
Monochamus strandi är en skalbaggsart som beskrevs av Stefan von Breuning 1935. Monochamus strandi ingår i släktet Monochamus och familjen långhorningar.
Artens utbredningsområde är Gabon. Inga underarter finns listade i Catalogue of Life.